# Kelmis
Kelmis (tyska) eller La Calamine (franska) är en kommun i Belgien.   Den ligger i provinsen Liège och regionen Vallonien, i den tyskspråkiga gemenskapen i Belgien i den östra delen av landet, 120 km öster om huvudstaden Bryssel. Antalet invånare är 10 825.
Omgivningarna runt Kelmis är en mosaik av jordbruksmark och naturlig växtlighet. Runt Kelmis är det ganska tätbefolkat, med 179 invånare per kvadratkilometer.